# Tomáš Prokeš
Tomáš Prokeš (* 14. ledna 1970 Plzeň) je bývalý český a československý reprezentant v orientačním běhu.

## Sportovní kariéra

### Umístění na MS
| Mistrovství světa v orientačním běhu | Mistrovství světa v orientačním běhu | Mistrovství světa v orientačním běhu | Mistrovství světa v orientačním běhu |
| Rok                                  | Middle                               | Long                                 | Relay                                |
| ------------------------------------ | ------------------------------------ | ------------------------------------ | ------------------------------------ |
| Mariánské Lázně 1991                 | 13. místo                            | 13. místo                            | 6. místo                             |
| West Point 1993                      | 32. místo                            | 12. místo                            | 8. místo                             |
| Detmold 1995                         | 13. místo                            | 5. místo                             | 5. místo                             |
| Grimstad 1997                        |                                      | 5. místo                             | 9. místo                             |
| Inverness 1999                       |                                      |                                      | 8. místo                             |

| Akademické mistrovství světa v orientačním běhu | Akademické mistrovství světa v orientačním běhu | Akademické mistrovství světa v orientačním běhu | Akademické mistrovství světa v orientačním běhu |
| Rok                                             | Middle                                          | Long                                            | Relay                                           |
| ----------------------------------------------- | ----------------------------------------------- | ----------------------------------------------- | ----------------------------------------------- |
| Aberdeen 1992                                   |                                                 | 13. místo                                       | 3. místo                                        |
| Fiesch 1994                                     | 4. místo                                        | 1. místo                                        | 2. místo                                        |

| Mistrovství světa juniorů v orientačním běhu | Mistrovství světa juniorů v orientačním běhu | Mistrovství světa juniorů v orientačním běhu | Mistrovství světa juniorů v orientačním běhu |
| Rok                                          | Long                                         | Relay                                        |                                              |
| -------------------------------------------- | -------------------------------------------- | -------------------------------------------- | -------------------------------------------- |
| Älvsbyn 1990                                 | 10. místo                                    | 5. místo                                     |                                              |

### Umístění na MČSR
| Mistrovství Československa v orientačním běhu | Mistrovství Československa v orientačním běhu | Mistrovství Československa v orientačním běhu | Mistrovství Československa v orientačním běhu | Mistrovství Československa v orientačním běhu | Mistrovství Československa v orientačním běhu | Mistrovství Československa v orientačním běhu | Mistrovství Československa v orientačním běhu |
| Ročník                                        | Kategorie                                     | Klasická trať                                 | Krátká trať                                   | Dlouhá trať                                   | Noční                                         | Členství v klubu                              |                                               |
| --------------------------------------------- | --------------------------------------------- | --------------------------------------------- | --------------------------------------------- | --------------------------------------------- | --------------------------------------------- | --------------------------------------------- | --------------------------------------------- |
| MČSR 1985                                     | H15 - mladší dorostenci                       | 10. místo                                     |                                               |                                               |                                               | OK Lokomotiva Plzeň                           |                                               |
| MČSR 1986                                     | H15 - mladší dorostenci                       | 1. místo                                      |                                               |                                               |                                               | OK Lokomotiva Plzeň                           |                                               |
| MČSR 1987                                     | H17 - starší dorostenci                       | 1. místo                                      |                                               | 1. místo                                      |                                               | OK Lokomotiva Plzeň                           |                                               |
| MČSR 1988                                     | H17 - starší dorostenci                       | disk                                          |                                               | 1. místo                                      |                                               | KOS Slavia Plzeň                              |                                               |
| MČSR 1989                                     | H19 - junioři                                 | disk                                          |                                               | 1. místo                                      |                                               | USK Praha                                     |                                               |
| MČSR 1990                                     | H19 (21) - muži                               |                                               | 9. místo                                      |                                               |                                               | USK Praha                                     |                                               |
| MČSR 1990                                     | H21 - muži                                    | 3. místo                                      |                                               |                                               |                                               | USK Praha                                     |                                               |
| MČSR 1991                                     | H19 (21) - muži                               |                                               | 2. místo                                      |                                               |                                               | USK Praha                                     |                                               |
| MČSR 1991                                     | H21 - muži                                    | 1. místo                                      |                                               |                                               |                                               | USK Praha                                     |                                               |
| MČSR 1992                                     | H19 (21) - muži                               |                                               | 9. místo                                      |                                               |                                               | USK Praha                                     |                                               |
| MČSR 1992                                     | H21 - muži                                    | 1. místo                                      |                                               |                                               |                                               | USK Praha                                     |                                               |

### Umístění na MČR
| Mistrovství České republiky v orientačním běhu | Mistrovství České republiky v orientačním běhu | Mistrovství České republiky v orientačním běhu | Mistrovství České republiky v orientačním běhu | Mistrovství České republiky v orientačním běhu | Mistrovství České republiky v orientačním běhu | Mistrovství České republiky v orientačním běhu | Mistrovství České republiky v orientačním běhu | Mistrovství České republiky v orientačním běhu |
| Ročník                                         | Kategorie                                      | Klasická trať                                  | Krátká trať                                    | Sprint                                         | Dlouhá trať                                    | Noční                                          | Členství v klubu                               |                                                |
| ---------------------------------------------- | ---------------------------------------------- | ---------------------------------------------- | ---------------------------------------------- | ---------------------------------------------- | ---------------------------------------------- | ---------------------------------------------- | ---------------------------------------------- | ---------------------------------------------- |
| MČR 1993                                       | H21 - muži                                     | 1. místo                                       | 6. místo                                       |                                                |                                                |                                                | USK Praha                                      |                                                |
| MČR 1995                                       | H21 - muži                                     | 2. místo                                       |                                                |                                                | 1. místo                                       | 11. místo                                      | Dukla Liberec                                  |                                                |
| MČR 1996                                       | H21 - muži                                     | 2. místo                                       |                                                |                                                |                                                |                                                | Dukla Liberec                                  |                                                |
| MČR 1997                                       | H21 - muži                                     | 2. místo                                       | 7. místo                                       |                                                |                                                |                                                | Dukla Liberec                                  |                                                |